# 안골포초등학교
안골포초등학교(安骨浦初等學校)는 대한민국 경상남도 창원시 진해구에 있는 공립 초등학교이다.

## 연혁
- 2004년 9월 1일 : 개교
- 2014년 10월 4일 : 개교 10주년